# Bojan Pavletič
Bojan Pavletič, športni vzgojitelj, športni organizator, publicist, pisatelj, * 7. junij 1928, Trst, † 16. julij 2009, Trst.

## Življenje in delo
Rodil se je v Trstu v slovenski družini, oče je bil Julij, mati Leopolda (rojena Kovačič). Leto po njegovem rojstvu se je družina zatekla v Jugoslavijo, zaradi fašističnega preganjanja Slovencev. Šolal se je na Ptuju in nato v Ljubljani, po koncu druge svetovne vojne leta 1945 se je družina vrnila v Trst, kjer je zaključil slovensko učiteljišče. Nato je študiral na Zavodu za telesno vzgojo v Veroni in diplomiral leta 1951. Kmalu je začel s poučevanjem telesne vzgoje na srednji industrijski šoli v Rojanu, nato od šolskega leta 1953–54 na slovenski Realni gimnaziji oziroma na kasnejšem Znanstvenem liceju France Prešeren v Trstu do upokojitve, celih 43 let. Od vsega začetka je Pavletič pomagal oživljati slovenski šport v Italiji v prepričanju, da morajo biti šport in mladinske organizacije dejavnik narodne zavesti, saj le tako bi lahko med Slovenci oživili nekaj tega, kar je fašizem nasilno zatrl.
Leta 1958 je organiziral 1. slovenski športni dan v Trstu in tako imenovane Slovenske športne igre in to je bil je to začetek razvoja vsega kasnejšega zamejskega športa. Bojan Pavletič je nato spodbujal skupino slovenskih športnih zanesenjakov, kar je privedlo do ustanovitve Športnega združenja Bor v Trstu junija 1959, ki je bilo prvo slovensko športno društvo zunaj meja matične domovine in je kot slovensko društvo uspevalo predvsem v mestu, kjer živijo tudi Slovenci. Leta 1965 je priredil izredno uspešni Spominski tek dvajsetletnice osvoboditve (STEDO), ki je bila štafeta od Belopeških jezer do Bazovice. Istega leta si je zamislil tudi Športno šolo Trst, da bi slovenski osnovnošolski otroci vadili telovadbo (kar še obstaja) in Zimske športne igre. Leta 1970 je bil med glavnimi pobudniki za ustanovitev ZSŠDI - Združenja slovenskih športnih društev v Italiji, kateremu je Pavletič predsedoval prva tri leta, odstopil je, ker je razmišljal kot narodnjak in športnik in ne kot politik, saj so odborniki in nekatera društva želeli voditi organizacijo predvsem s politično-strankarskega vidika. Od leta 1973 je prirejal DOSP - Dijaško obmejno srečanje Primorske, katerega cilj je bilo športno združevanje med šolami na tej in oni strani meje, kjer so nastopali dijaki slovenskih višjih šol v raznih športnih panogah. Od leta 1978 je stekla tudi Osnovnošolska olimpijada, ki jo še prirejajo.
Istočasno je Bojan Pavletič tudi ogromno pisal, saj je stalno poročal o športu po Radiu Trst A, kajti bil je sodelavec pri časnikarskem oddelku, pisal je za Primorski dnevnik in njemu gre zahvala, da še danes objavljajo športne strani. Kot se je spomnil Marij Maver, urednik Mladike: “Pavletič je veliko pisal, a tega ni rad delil z drugimi. Šele proti koncu svojega življenja je na Mladiko prinesel svoje rokopise..."  Pisal je prozo in poezijo, a tudi zgodovinske prispevke. Napisal je kar nekaj knjig:
- Zvoki barv (roman, Mladika - 2010)[11]
- Vrhovi v megli (kratka proza, SPDT - 2008)[12]
- Devet velikih jokov (zgodovinska literatura, Mladika - 2007)[13]
- Nesrečni sajevški boj Sočanovega bataljona (zgodovina, ZTT - 2005)[14]
- Sokoli Tržaškega Sokola (zgodovina, ZTT - 2004)[15]
- Prarealci iz Ulice Starega lazareta (spomini, Mladika - 2003)[16]
- Meja brez meje : petindvajset let dijaških obmejnih srečanj Primorske 1973-1997 (zbornik - 2000)[17]
- Pomen sokolskega gibanja na Tržaškem (objavljeno predavanje, Mladika - 1999)[18]
- Tržaški Sokol in njegov dolgi let = Il lungo volo del Tržaški Sokol (dvojezična zgodovina - 1999)[19]
- Velika knjiga slovenskih športnih iger (zbornik, ZSŠDI - 1998)[20]
- Slovenska Evrošola 95 : Trst, Gorica, Videm (zbornik - 1995)[21]
- Primorski dnevnik : 1945 - 1995 (zbornik, dvojezični - 1995)[22]
- 7 svetovnih nogometnih prvenstev (zgodovinsko statistični pregled - 1962)[23]

Leta 1987 bi moral Bojan Pavletič prejeti Bloudkovo nagrado z utemeljitvijo: ,,Za razvoj teIesne kulture med Slovenci na Tržaškem. Dejaven smučar, košarkar, trener ženske odbojkarske ekipe, ki je nastopala v prvi italijanski ligi, pobudnik športnih iger slovenske mladine v zamejstvu, gonilna sila pri ustanavljanju športnega združenja Bor, prvi predsednilk krovne organizacije slovenskih športnih društev v ltaliji.", a jo je zavrnil.
Dobil je priznanje Zveze pedagogov telesne kulture SRS.
Leta 1999 je predaval na Študijskih dnevih Draga z referatom: Južni Sokol kot priča slovenske prisotnosti v razvijajočem se Trstu.
Leta 2007 je prejel nagrado vstajenje za knjigo Devet velikih jokov.